# 岸本正雄

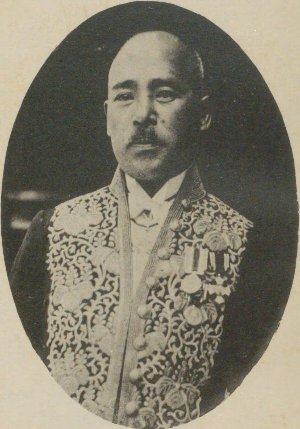
岸本正雄

岸本 正雄（きしもと まさお、1881年〈明治14年〉10月19日 - 1963年〈昭和38年〉5月20日）は、日本の内務・警察官僚。政友会系官選県知事、樺太庁長官。

## 経歴
鳥取県出身。税吏・岸本俊一の長男として生まれる。父の転勤のため東北各県に居住。福島県立会津中学校を経て第二高等学校を首席で卒業。1906年、東京帝国大学法科大学法律学科を卒業。同年11月、文官高等試験行政科試験に合格。内務省に入省し北海道庁属となる。
以後、秋田県事務官（高等官）、山形県事務官・警察部長、同県警察部長、滋賀県警察部長、福岡県警察部長、香川県内務部長、関東庁警務局長などを歴任。
1922年10月、秋田県知事に就任。町村農業技術員、産米検査員、農業補習学校教員の三者を一体化した「三職兼務制」を実施し、合理的な農政推進を図った。1924年6月、山形県知事に転任。小作問題への対応に尽力。同年12月に知事を辞職。1927年5月、岡山県知事（「岡山県知事一覧」参照）に就任。道路改修十カ年継続事業、女学校など12校の県営移管などを推進し、県財政の悪化を招いた。1928年5月、広島県知事（「広島県知事一覧」参照）に転任。左翼思想の取締りを推進。1929年7月、知事を辞職。1931年12月、樺太庁長官（「樺太庁#樺太庁長官」参照）に就任するが、犬養内閣の退陣により1932年7月に辞職し退官した。
その後、天童市や山形市において農事開拓などを行い、独自の農業構想の実践に取り組んだ。

## 親族
- 妻 岸本テツ[5] - 愛国女学館（現：秋田和洋女子高等学校）の創立に参画[6]。